# Gustav-Adolf-Kirche (Weiskirchen)

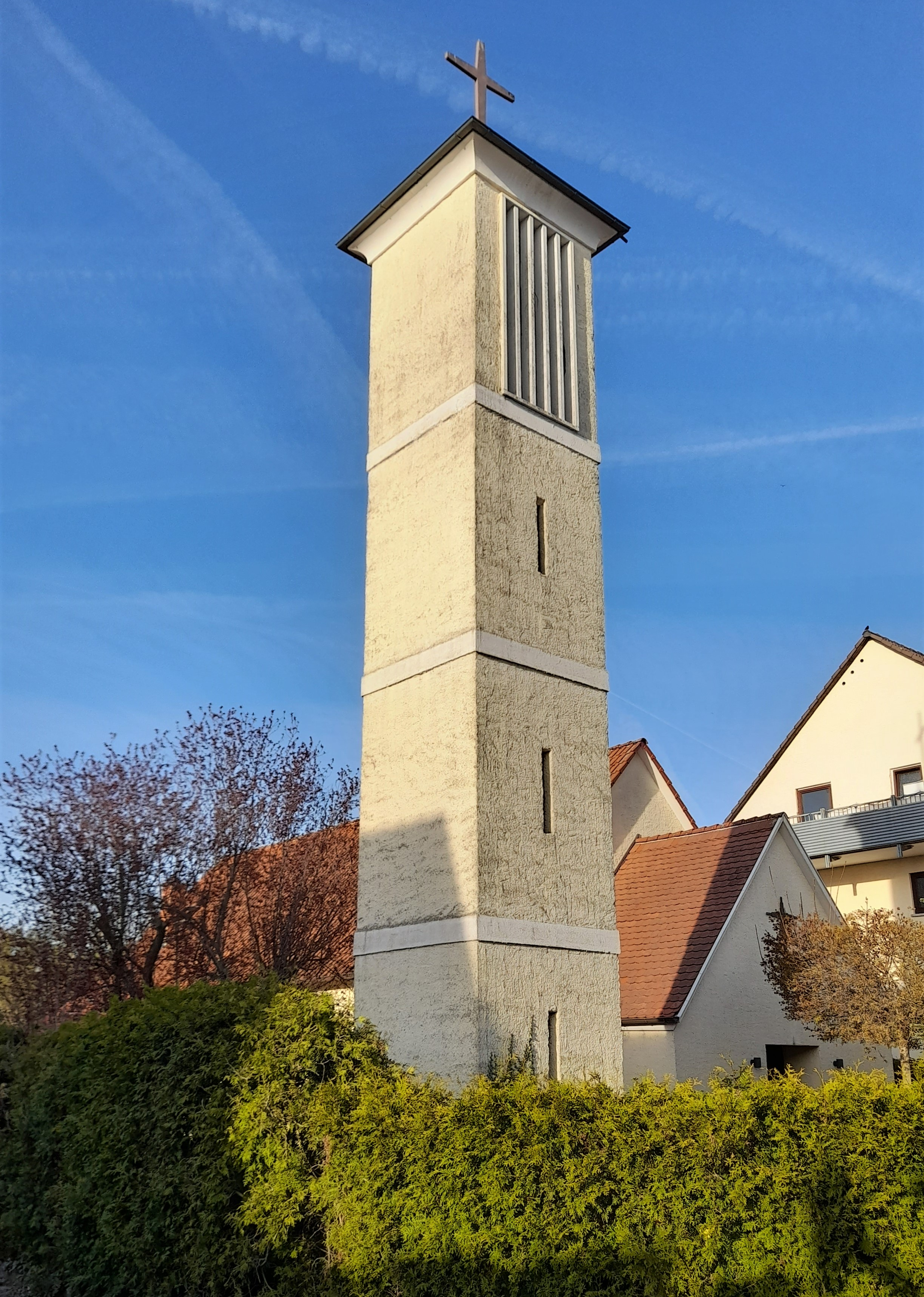
Die evangelische Gustav-Adolf-Kirche im Rodgauer Stadtteil Weiskirchen, erbaut 1951 bis 1952

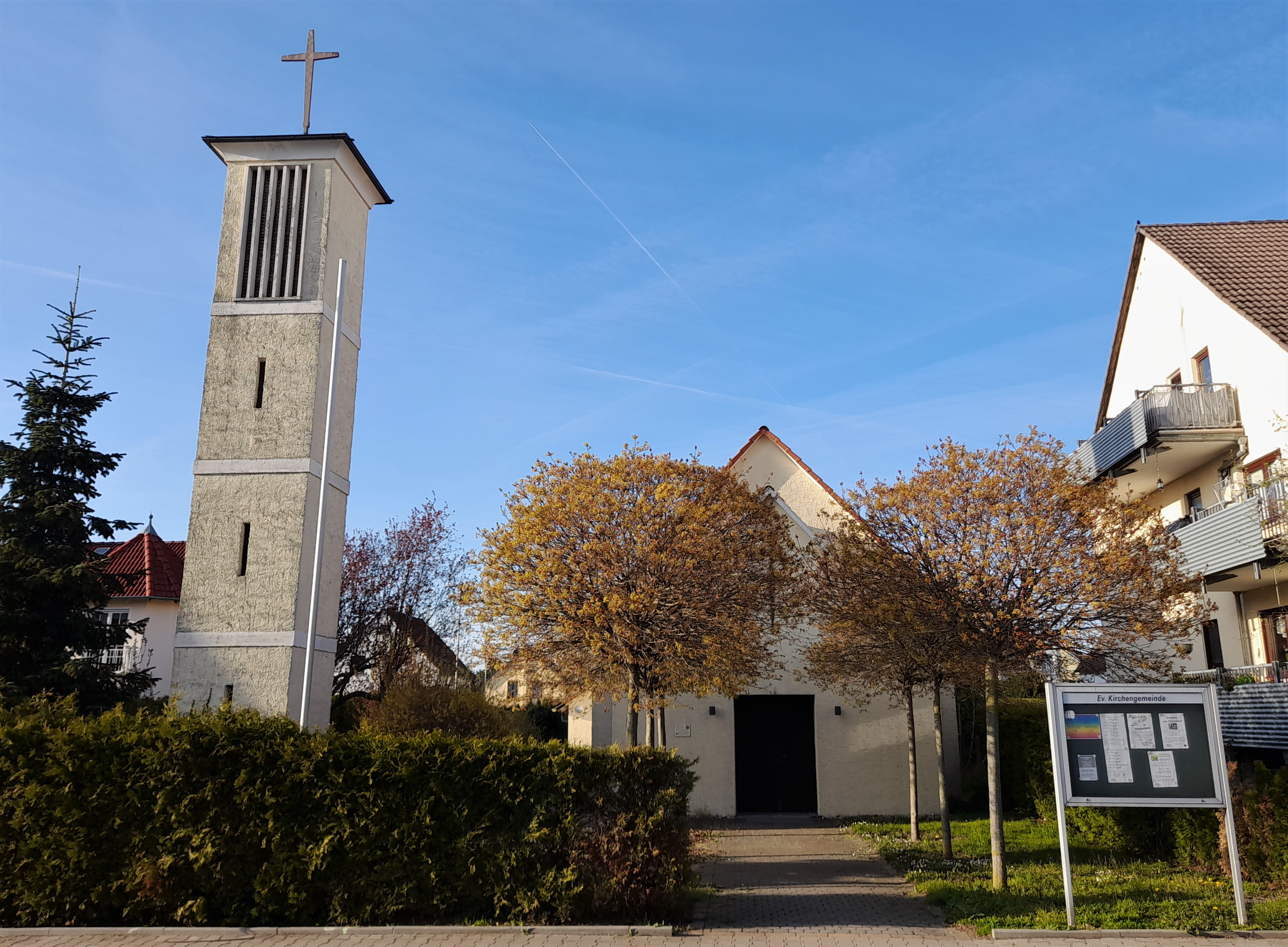
Das denkmalgeschützte Bauwerk besteht aus Kirchenschiff und Campanile

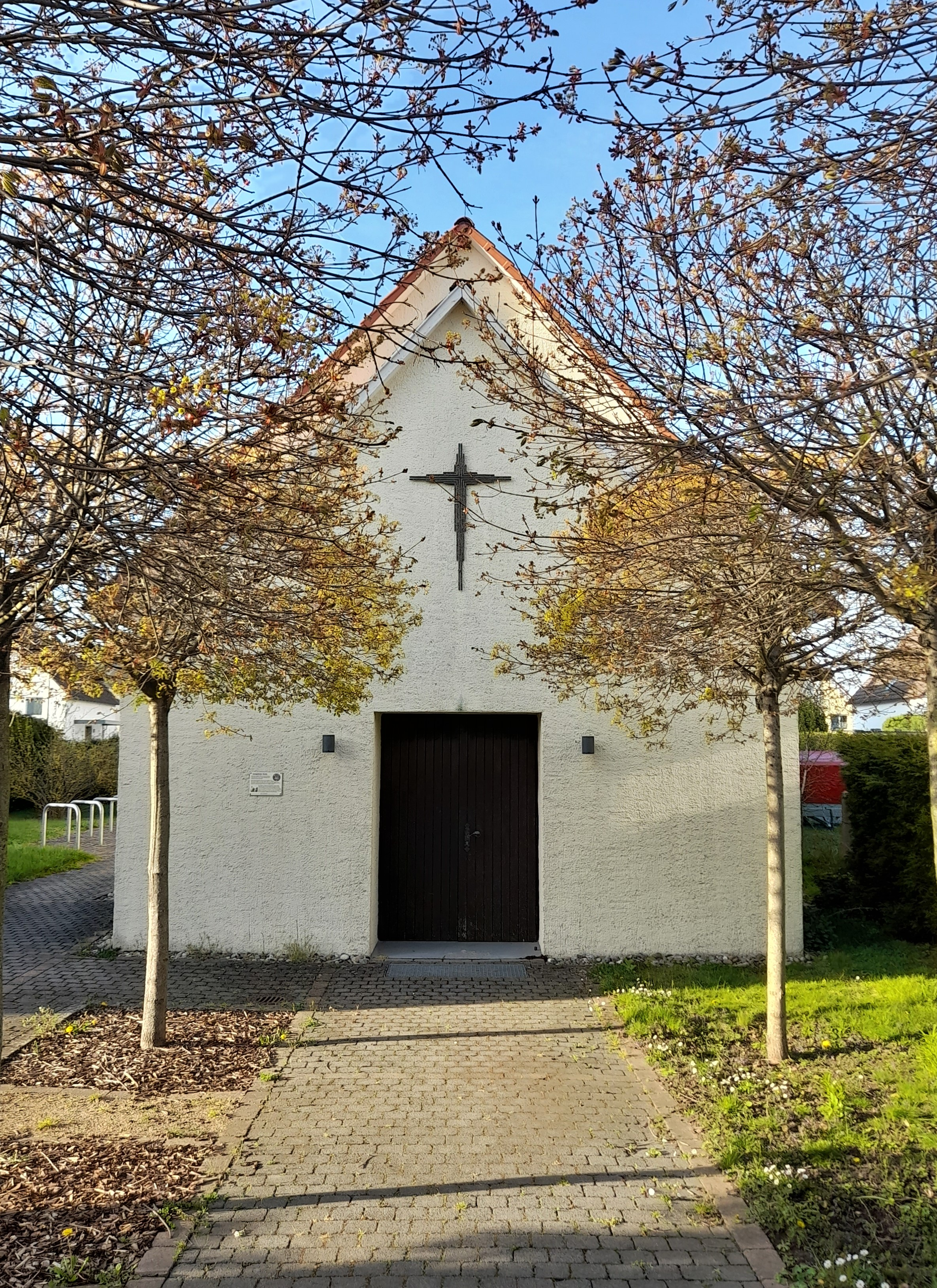
Der Eingang des Kirchenschiffes wird von zwei Baumreihen gesäumt

Die evangelische Gustav-Adolf-Kirche ist ein unter Denkmalschutz stehendes Kirchengebäude im Rodgauer Stadtteil Weiskirchen in Südhessen. Das im Stil der Moderne erbaute, nördlich der Altstadt von Weiskirchen und östlich der Bahnstrecke zwischen Hainhausen und Obertshausen gelegene Gotteshaus wird von der evangelischen Trinitatisgemeinde Rodgau-Rembrücken genutzt, welche die Rodgauer Stadtteile Hainhausen und Weiskirchen sowie den Heusenstammer Stadtteil Rembrücken seelsorgerisch betreut.

## Geschichte
Weiskirchen war lange Zeit fast ausschließlich katholisch. Die wenigen Protestanten im Ort mussten sich bis Mitte des 20. Jahrhunderts zum Gottesdienstbesuch nach Steinheim und Dudenhofen begeben. Erst nach Ende des Zweiten Weltkriegs, als die Anzahl evangelischer Einwohner aufgrund des Zuzugs von Evakuierten und Ausgebombten aus den Städten sowie von Kriegsflüchtlingen stark angestiegen war, wurde im örtlichen Schulsaal alle zwei Wochen ein evangelischer Gottesdienst durch den Dudenhöfer Pfarrer gefeiert. Nachdem die durch einen Brandbombenangriff zerstörte Pfarrkirche St. Petrus in Ketten wiederaufgebaut war, konnte die evangelische Gemeinde ab 1949 das katholische Schwesternhaus als Notkirche zur sonntäglichen Gottesdienstfeier nutzen, da die katholische Gemeinde selbst das Gebäude als Ausweichmöglichkeit nun nicht mehr benötigte.
Im Zuge der Ausweisung eines nördlich der Altstadt gelegenen Dorferweiterungsgebiets erhielt die evangelische Kirchengemeinde von der bürgerlichen Gemeinde Weiskirchen einen Platz für den Bau eines eigenen Kirchengebäudes zugewiesen. Dort wurde am 26. August 1951 der Grundstein für die heutige Kirche gelegt, die an Himmelfahrt 1952 eingeweiht werden konnte. Neben Spenden von Gemeindemitgliedern trug zur Finanzierung des Kirchenneubaus maßgeblich das Gustav-Adolf-Werk bei.
1957 wurde das Kirchengebäude um einen freistehenden Glockenturm erweitert, dessen Bau nach Plänen des Offenbacher Architekten Fritz Reichard ausgeführt wurde. Die Glocken wurden am 3. August 1957 geweiht und anschließend im Turm aufgehängt.
1964 wurde Weiskirchen mit Jügesheim von Dudenhofen ausgepfarrt, bevor es 1973 mit Hainhausen und Rembrücken zu einer von Jügesheim unabhängigen, selbstständigen Kirchengemeinde erhoben wurde. Aus der Filialkirche wurde erstmals eine Pfarrkirche.
Die erste umfassende Renovierung der Kirche wurde 1970 unter Leitung des Darmstädter Architekten Klaus Klofink durchgeführt, in deren Zuge auch der nordwestliche Sakristeianbau und der südliche Eingangsvorbau dem Kirchenschiff angegliedert wurden. 2010 folgte eine weitere Renovierung unter Aufsicht der Darmstädter Architekten Uwe Blumenstein und Joachim Gottstein. Im Rahmen dieser Arbeiten wurde die Bleiverglasung der Rundbogenfenster erneuert, ein neuer Parkettboden verlegt, die Bestuhlung ausgetauscht, Wände und Säulen neu gestrichen sowie ein Metallkreuz des Nieder-Röder Künstlers Stefan Olbrich am Eingangsvorbau angebracht.

## Baubeschreibung
Das auf einem Eckgrundstück gelegene Kirchengebäude erhebt sich frei auf längsrechteckigem Grundriss inmitten der ein- bis zweigeschossigen Wohnbebauung. Es gliedert sich in ein hell verputztes, sattelbedachtes Kirchenschiff, das in Nord-Süd-Richtung ausgerichtet und im Straßenverlauf zurückgesetzt ist, sowie einen schlanken freistehenden Campanile. Dem Kirchenschiff ist im Nordwesten eine Sakristei sowie im Süden ein kleiner Eingangsvorbau angefügt.
Der Haupteingang im Süden führt über ein Foyer in den Kirchenraum, der über den nach Norden auf den Altarraum zustrebenden Mittelgang in zwei Stuhlblöcke gegliedert wird. Der Altarraum liegt leicht erhöht und wird von Kanzel und Taufstein zu beiden Seiten begrenzt. Licht gelangt über in Pastelltönen verglaste Rundbogenfenster ins Innere des Kirchenschiffs.